# Francesc Blancher i Puig
Francesc Blancher i Puig (Artés, Bages, 25 d'octubre de 1906 - 6 de juliol de 2003) fou un poeta català.

## Biografia
Treballava de farmacèutic al seu poble i es va encarregar de la conservació de la farmaciola de Montserrat durant la guerra civil espanyola. Ha col·laborat a les revistes Federació Farmacèutica, Catalunya Cristiana, Gazeta i Regió 7.
Ha estat mantenidor de diversos Jocs Florals, i ha obtingut tretze flors naturals, cinc englantines i quatre violes. Ha estat proclamat mestre en gai saber tres vegades (1977, 1983 i 1984) i premiat amb la Creu de Sant Jordi el 1990.

## Obres
- Aportació al centenari de l'excursionisme català (1976)
- Aportació rimada en homenatge a Verdaguer (1977)
- Clavellina Nadalenca (1987)
- Pinzellades Bagenques (1990)